# 馬龍尼禮天主教安提約基雅宗主教區
馬龍尼禮天主教安提約基雅宗主教區（拉丁語：Patriarchatus antiochenus maronitarum）是黎巴嫩一個天主教的馬龍尼禮教會的宗主教區。下轄兩個宗主教代牧區耶路撒冷暨巴勒斯坦宗主教代牧區和約旦宗主教代牧區。
教座位於貝凱克，於1830年遷至。宗主教的夏宮位於迪曼。現任宗主教為貝沙拉·布特羅斯·拉伊樞機，榮休宗主教為納斯爾阿拉·布特羅斯·斯菲爾樞機。